# Ovia South West
Ovia South West è una delle diciotto aree a governo locale (local government areas) in cui è suddiviso lo stato di Edo, nella Repubblica Federale della Nigeria.
Si estende su una superficie di 2.803 km² e conta una popolazione di 135.356 abitanti.